# Смольниця (Західнопоморське воєводство)
Смольниця (пол. Smolnica, нім. Bärfelde) — село в Польщі, у гміні Дембно Мисліборського повіту Західнопоморського воєводства.
Населення — 601 особа (2011).

## Демографія
Демографічна структура станом на 31 березня 2011 року:
|          | Загалом | Допрацездатний вік | Працездатний вік | Постпрацездатний вік |
| -------- | ------- | ------------------ | ---------------- | -------------------- |
| Чоловіки | 317     | 87                 | 206              | 24                   |
| Жінки    | 284     | 55                 | 179              | 50                   |
| Разом    | 601     | 142                | 385              | 74                   |